# Betetto
Betetto je priimek več znanih oseb:
- Evgen Betetto (1895—1945), slovenski nogometaš, športni delavec, publicist, partizan
- Julij Betetto (1885—1963) slovenski pevec, skladatelj, pevski pedagog, glasbeni šolnik
- Milan Betetto (1922—2007), hokejist, zdravnik dermatolog, univ. profesor, publicist
- Nina Betetto (*1962), pravnica in sodnica